# Perth Hockey Stadium
Perth Hockey Stadium je višenamjenski stadion u Perthu u Australiji.
Trenutačno (stanje u ožujku 2008.) se najviše koristi za susrete u športu hokeju na travi.
Na njemu se održao svjetski kup u hokeju na travi za žene 2002.
Nalazi se u sklopu sveučilišta Curtin, a može primiti 6 tisuća ljudi.